# Friedrich Ani

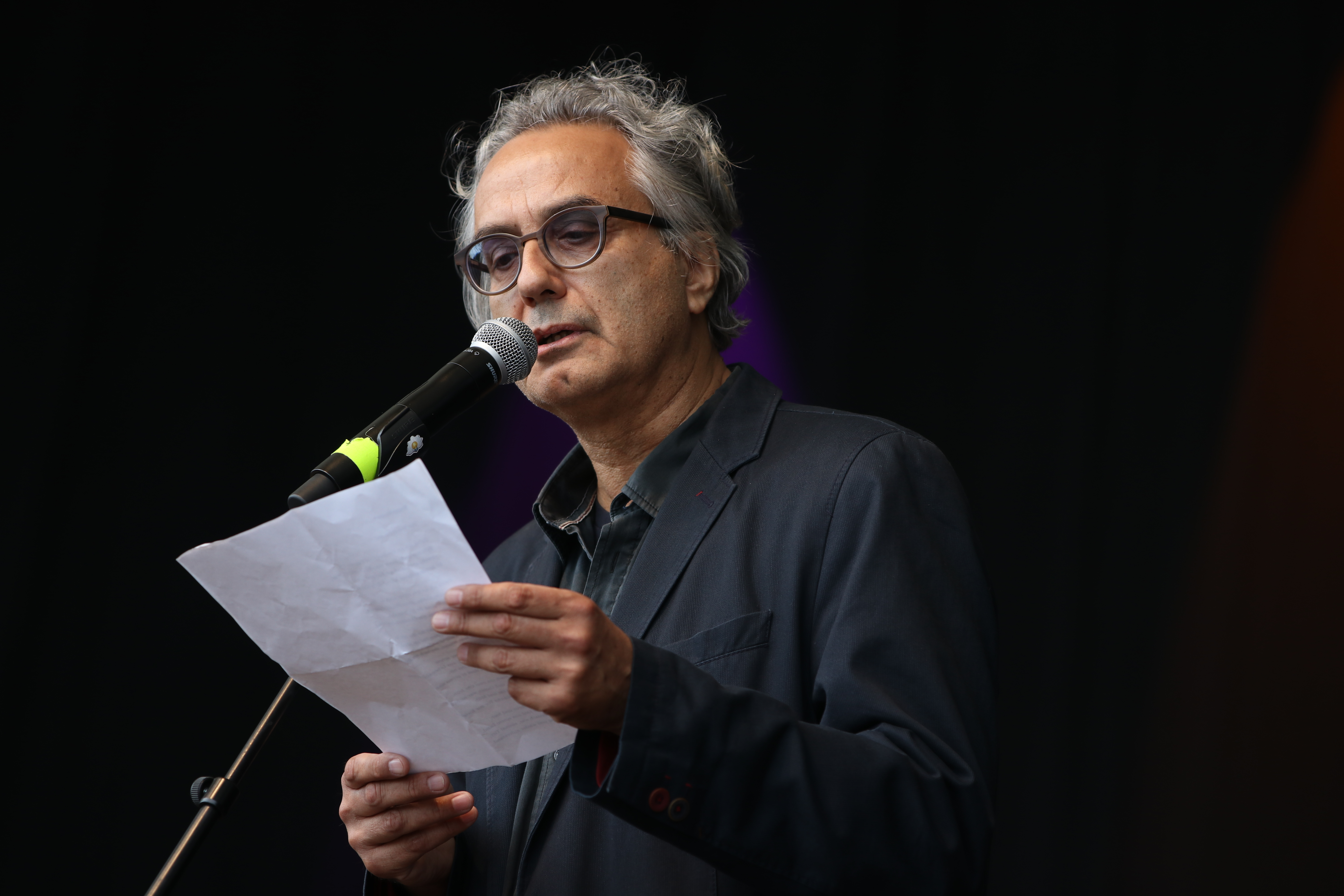
Friedrich Ani, 2018

Friedrich Ani (* 7. Januar 1959 in Kochel am See) ist ein deutscher Schriftsteller, der zunächst vor allem durch seine Kriminalromane um den Ermittler „Tabor Süden“ bekannt wurde sowie durch mehrere Tatort-Drehbücher.

## Leben
Friedrich Ani ist der Sohn einer Schlesierin und eines syrischen Arztes. Seine ersten Hörspiele und Theaterstücke entstanden kurz nach seinem Abitur. Nach dem Zivildienst in einem Heim für schwer erziehbare Jungen war Ani von 1981 bis 1989 Polizeireporter und Hörfunkautor. 1992 wurde er Stipendiat der DrehbuchWerkstatt München an der Hochschule für Fernsehen und Film München und publizierte 1996 seinen ersten Roman.
Bekannt wurde er durch seinen Zyklus von Kriminalromanen um Tabor Süden, der zunächst für ein Kriminaldezernat nach vermisst gemeldeten Personen suchte und später in eine Detektei wechselte; darüber hinaus schrieb Ani eine Reihe von Jugendbüchern und Lyrikbänden. Nach dem vorläufigen Abschluss seiner Süden-Reihe entwickelte er zwei neue Reihen um die Hauptkommissare Polonius Fischer, einen ehemaligen Mönch, und den erblindeten Kommissar Jonas Vogel und dessen Sohn Max, der in der Mordkommission arbeitet. Im Jahr 2011 brachte Ani die Figur Süden auf die literarische Bühne zurück, als Vermisstensucher in einer Detektei.

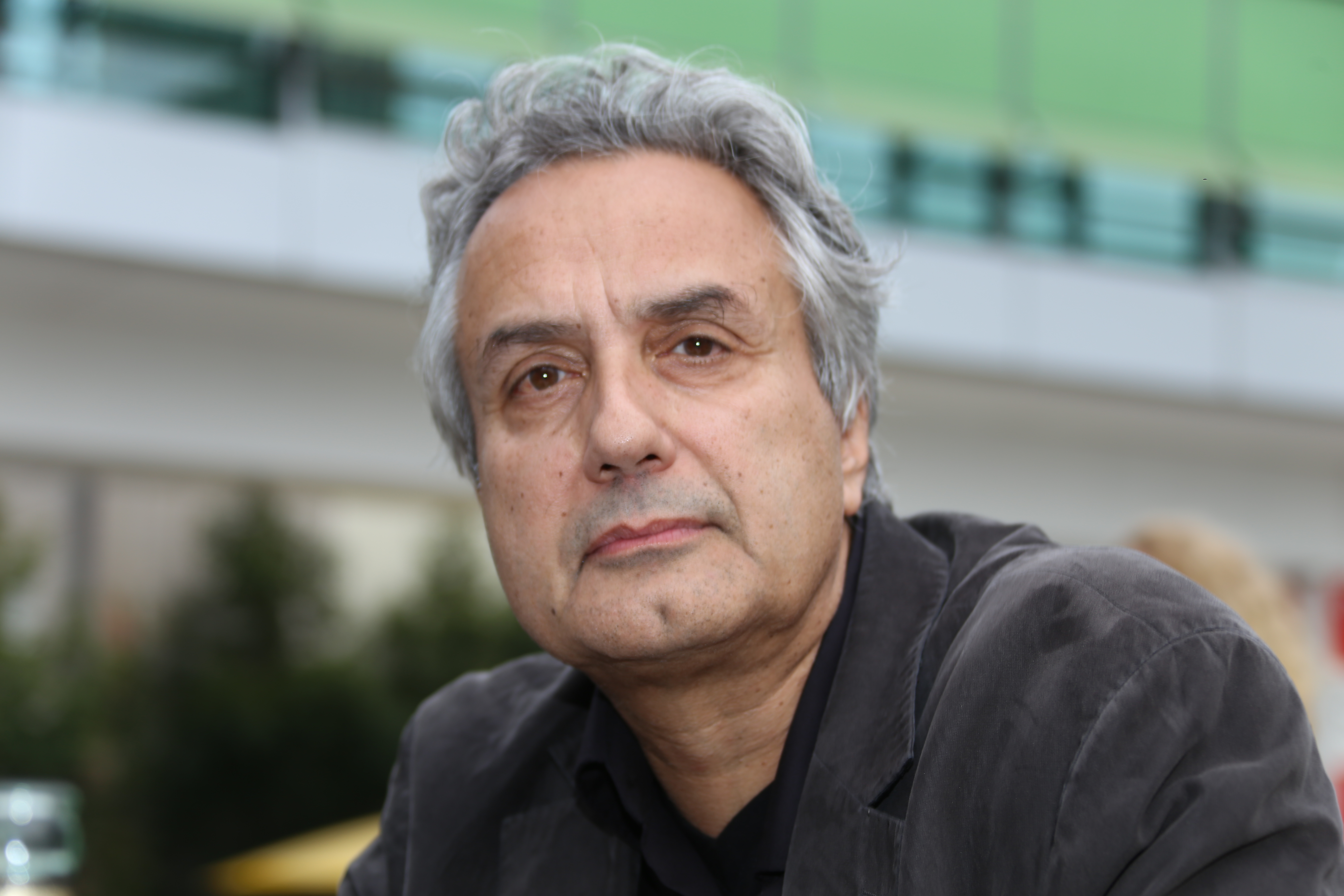
Friedrich Ani (2014)

Anis Bücher wurden bislang ins Französische, Spanische, Niederländische, Dänische, Koreanische, Chinesische und Polnische übersetzt. Er wurde sieben Mal mit dem Deutschen Krimi Preis ausgezeichnet. Seinen Roman Die Erfindung des Abschieds wählten Kritiker in der Schweiz als einziges deutschsprachiges Buch unter die zehn besten Kriminalromane der 1990er Jahre. Ani schreibt seit 1995 auch Drehbücher für Fernsehspiele und Fernsehserien wie Tatort, Stahlnetz, Rosa Roth und München Mord.
Für seinen Roman German Angst, in dem Ani nach einem realen Vorbild eine Geschichte von Fremdenfeindlichkeit in einer deutschen Großstadt erzählt, erhielt Ani 2001 den erstmals ausgeschriebenen Radio Bremen Krimipreis. Laudator Frank Göhre hob bei der Preisverleihung hervor, das Buch von Ani steche durch seinen eindrucksvollen Realismus hervor. German Angst zeichne als bestes Exempel des Genres ein beklemmendes Bild der Verbrechenswelt in der Bundesrepublik von heute.
Im Februar 2010 wurde Ani zu den Münchner Turmschreibern berufen. Als Drehbuchautor bekam er 2010 den Grimme-Preis. 2012 gewann er für das Drehbuch zu Dominik Grafs Fernsehfilm Das unsichtbare Mädchen gemeinsam mit Ina Jung den Bayerischen Fernsehpreis. Den TV-Drehbuchpreis des österreichischen Romy erhielten Friedrich Ani und Ina Jung 2016 für Operation Zucker – Jagdgesellschaft, der auch als bester TV-Film ausgezeichnet wurde. Beim nationalen Deutschen Krimi Preis gewann er dreimal Platz 1 und viermal Platz 2.
Sein Süden-Roman Der Narr und seine Maschine aus 2018 ist laut FAZ eine Verbeugung vor dem halbvergessenen Krimi-Klassiker Cornell Woolrich.
Er war von 2012 bis 2022 Mitglied des PEN-Zentrums Deutschland und gehörte im Juni 2022 zu den Mitgründern des PEN Berlin. Seit 2014 ist er zudem Mitglied der Bayerischen Akademie der Schönen Künste in München.
Friedrich Ani ist verheiratet mit der Fernsehjournalistin und Drehbuchautorin Ina Jung und lebt in München. In Anis Büchern geht es nicht nur um Kriminalfälle, es geht auch um München, seine kleinbürgerlichen Lebensverhältnisse und Stadtteile, die nicht Schwabings Bekanntheit haben. Sie werden eindringlich geschildert.

## Zitat
„Der Kriminalroman zwingt zum Hinschauen in die Gegenwart, das Drama des in seinem Lebenszimmer gefangenen Menschen gelingt mir mit dem Krimi am besten, ohne dass es mir auf Mord und Totschlag und spektakuläre Plots ankäme. In meinen Krimis bestimmen die Langsamkeit und das Schweigen den Handlungsablauf, wobei ein gewisses Maß an genreüblicher Spannung unerlässlich bleiben muss. Darüber hinaus lassen sich im Genre Krimi immer wieder neue Türen öffnen. So beschäftige ich mich fast ausschließlich mit Verschwundenen und Vermissten und der Suche nach ihnen.“

## Werke

### Kriminalromane

#### Tabor-Süden-Romane
1. Die Erfindung des Abschieds. Heyne Verlag, München 1998, ISBN 3-453-14296-9.
2. German Angst. Droemer Knaur, München 2000, ISBN 3-426-19543-7.
3. Verzeihen. Droemer Knaur, München 2001, ISBN 3-426-19528-3; neu aufgelegt unter dem Titel Süden und die Stimme der Angst, Knaur Taschenbuch, München 2013, ISBN 3-426-51363-3.
4. Süden und das Gelöbnis des gefallenen Engels. Droemer Knaur, München 2001, ISBN 3-426-61999-7; neu aufgelegt unter dem Titel Das Gelöbnis des gefallenen Engels, Suhrkamp, Berlin 2023, ISBN 978-3-518-47299-6.
5. Süden und der Straßenbahntrinker. Droemer Knaur, München 2002, ISBN 3-426-62068-5; neu aufgelegt unter dem Titel Der Straßenbahntrinker, Suhrkamp, Berlin 2023, ISBN 978-3-518-47297-2.
6. Süden und die Frau mit dem harten Kleid. Droemer Knaur, München 2002, ISBN 3-426-62072-3; neu aufgelegt unter dem Titel Die Frau mit dem harten Kleid, Suhrkamp, Berlin 2023, ISBN 978-3-518-47344-3.
7. Süden und das Geheimnis der Königin. Droemer Knaur, München 2002, ISBN 3-426-62073-1; neu aufgelegt unter dem Titel Das Geheimnis der Königin, Suhrkamp, Berlin 2023, ISBN 978-3-518-47345-0.
8. Süden und das Lächeln des Windes. Droemer Knaur, München 2003, ISBN 3-426-62074-X.
9. Gottes Tochter. Droemer Knaur, München 2003, ISBN 3-426-19604-2.
10. Süden und der Luftgitarrist. Droemer Knaur, München 2003, ISBN 3-426-62075-8; neu aufgelegt unter dem Titel Der Luftgitarrist, Suhrkamp, Berlin 2023, ISBN 978-3-518-47298-9.
11. Süden und der glückliche Winkel. Droemer Knaur, München 2003, ISBN 3-426-62384-6.
12. Süden und das verkehrte Kind. Droemer Knaur, München 2004, ISBN 3-426-62387-0.
13. Süden und das grüne Haar des Todes. Droemer Knaur, München 2005, ISBN 3-426-62386-2.
14. Süden und der Mann im langen schwarzen Mantel. Droemer Knaur, München 2005, ISBN 3-426-62389-7.
15. Der verschwundene Gast. Nautilus, Hamburg 2008, ISBN 978-3-89401-566-4.
16. Süden. Droemer Knaur, München 2011, ISBN 978-3-426-19907-7.
17. Süden und die Schlüsselkinder. Droemer Knaur, München 2011, ISBN 978-3-426-50936-4.
18. Süden und das heimliche Leben. Droemer Knaur, München 2012, ISBN 978-3-426-50937-1.
19. M: Ein Tabor Süden Roman. Droemer Knaur, München 2013, ISBN 978-3-426-19953-4.
20. Der einsame Engel. Ein Tabor Süden Roman. Droemer, München 2016, ISBN 978-3-426-28147-5.
21. Der Narr und seine Maschine. Ein Fall für Tabor Süden. Suhrkamp, Berlin 2018, ISBN 978-3-518-42820-7.
22. Lichtjahre im Dunkel. Suhrkamp, Berlin 2024, ISBN 978-3-518-43156-6.

#### Polonius-Fischer-Romane
1. Idylle der Hyänen. Paul Zsolnay Verlag, Wien 2006, ISBN 3-552-05391-3.
2. Hinter blinden Fenstern. Zsolnay, Wien 2007, ISBN 3-552-05404-9.
3. Totsein verjährt nicht. Zsolnay, Wien 2009, ISBN 978-3-552-05470-7.

#### Jonas-Vogel-Romane
1. Wer lebt, stirbt. dtv, München 2007, ISBN 3-423-20988-7.
2. Wer tötet, handelt. dtv, München 2008, ISBN 978-3-423-21061-4.
3. Die Tat. dtv, München 2010, ISBN 978-3-423-21198-7.

#### Jakob-Franck-Romane
1. Der namenlose Tag. Suhrkamp, Berlin 2015, ISBN 978-3-518-42487-2.
2. Ermordung des Glücks, Suhrkamp, Berlin 2017, ISBN 978-3-518-42755-2.

#### Weitere Krimis
1. Killing Giesing. Emons, Köln 1996, ISBN 3-924491-80-1.
2. Abknallen. Emons, Köln 1997, ISBN 3-924491-99-2.
3. Brennender Schnee. Heyne, München 1998, ISBN 3-453-13681-0.
4. Nackter Mann, der brennt, Suhrkamp, Berlin 2016, ISBN 978-3-518-42542-8.
  1. als Hörbuch: Hörbuch Hamburg, 2016, ISBN 978-3-95713-060-0.
5. All die unbewohnten Zimmer, Suhrkamp, Berlin 2019, ISBN 978-3-518-42850-4.
6. Letzte Ehre, Suhrkamp, Berlin 2021, ISBN 978-3-518-42990-7.
7. Bullauge. Roman, Suhrkamp, Berlin 2022, ISBN 978-3-518-43032-3

### Bühnenstücke
- Der Mann, der Olsdorfer erschoss. Ein Mordsstück über die fürchterlichen Auswirkungen von Literatur. Hunziger, Bad Homburg 1987.
- Freizeichen Berlin. Ein Stück. Hunziger, Bad Homburg 1989.
- Der Gefangene. Suhrkamp, Berlin 2016.
- Freiheit des Willens. Suhrkamp, Berlin 2016.
- Unser Syrer. Suhrkamp, Berlin 2016.

### Romane und Erzählungen
- Die ganze Nacht und morgen. Erzählungen. Aufbau, Berlin 1994, ISBN 3-351-02815-6.
- Das geliebte, süße Leben. Roman. Luchterhand, München 1996, ISBN 3-630-86951-3.
- Unterhaltung. Geschichten. Droemer Knaur, München 2014, ISBN 3-426-28112-0.

### Lyrik
- Wer die Dunkelheit entfacht. Ani und Treiber, München 1981, ISBN 3-9800585-2-2.
- Neue Gedichte. A und T, München 1984, ISBN 3-9800585-6-5.
- Tür zum Meer. Emons, Köln 1999, ISBN 3-89705-135-4.
- 7 Gedichte. Ludewig, München 2004, ISBN 3-9808640-7-3.
- Mitschnitt. Zsolnay, Wien 2009, ISBN 978-3-552-05451-6.
- Im Zimmer meines Vaters. Suhrkamp, Berlin 2017, ISBN 978-3-518-46799-2.
- Die Raben on Ninive. Suhrkamp, Berlin 2020, ISBN 978-3-518-47067-1.

### Jugendromane
- Durch die Nacht, unbeirrt. Hanser Verlag, München 2000, ISBN 3-446-19747-8.
- Wie Licht schmeckt. Hanser, München 2002, ISBN 3-446-20120-3.
- Als ich unsterblich war. Eine Jesus-Geschichte. Hanser, München 2003, ISBN 978-3-423-62154-0.
- Das unsichtbare Herz. Hanser, München 2005, ISBN 3-446-20604-3.
- Gregor oder wohin die Träume tragen. Sanssouci Verlag, München 2006, ISBN 3-7254-1420-3.
- Meine total wahren und überhaupt nicht peinlichen Memoiren mit genau elfeinhalb. Hanser, München 2008, ISBN 978-3-446-20982-4.
- Die unterirdische Sonne. cbt, München 2014, ISBN 978-3-570-16261-3.

### Drehbücher
- 1995: Weißes Land (zusammen mit Markus Bräutigam), Episode der Serie Ein Fall für Zwei; Regie: Markus Bräutigam
- 1996: Diebin des Feuers (zusammen mit Markus Bräutigam), Episode der Serie Faust, Regie: Markus Bräutigam
- 1997: Tote weinen nicht, Episode der Serie Faust; Regie: Martin Enlen
- 1999: Federmann, Fernsehspiel; Regie: Christian Diedrichs
- 1999: Das Glockenbachgeheimnis, Fernsehfilm der Reihe Tatort; Regie: Martin Enlen
- 2001: Das gläserne Paradies, Episode der Serie Stahlnetz, Regie: René Heisig
- 2001: Jagd auf den Plastiktüten-Mörder (zusammen mit Markus Bräutigam), Fernsehfilm; Regie: Markus Bräutigam
- 2001: Und dahinter liegt New York, Fernsehfilm der Reihe Tatort; Regie: Friedemann Fromm
- 2004: 21 Liebesbriefe (zusammen mit Nina Grosse), Fernsehfilm; Regie: Nina Grosse
- 2005: Im Namen des Vaters, Fernsehfilm der Reihe Rosa Roth, Regie: Carlo Rola
- 2007: A gmahde Wiesn, Fernsehfilm der Reihe Tatort, Regie: Martin Enlen
- 2007: German Angst (zusammen mit Thomas Berger), Fernsehfilm aus der Reihe Kommissarin Lucas, Regie: Thomas Berger
- 2008: Mord in aller Unschuld, Fernsehfilm, Regie: Connie Walther
- 2008: Kommissar Süden und der Luftgitarrist, Fernsehfilm, Regie: Dominik Graf (Ani hat einen Kurzauftritt als Zuschauer bei einem Luftgitarren-Wettbewerb)
- 2008: Kommissar Süden und das Geheimnis der Königin, Fernsehfilm, Regie: Martin Enlen
- 2010: Am Ende muss Glück sein, Fernsehfilm der Reihe Kommissarin Lucas, Regie: Maris Pfeiffer
- 2011: Das unsichtbare Mädchen (zusammen mit Ina Jung), Fernsehfilm; Regie: Dominik Graf
- 2014: Zwei allein, Fernsehfilm; Regie: Stephan Wagner
- 2014: Tatort: Die Feigheit des Löwen, Fernsehfilm der Reihe Tatort; Regie: Marvin Kren
- 2016: Operation Zucker: Jagdgesellschaft (zusammen mit Ina Jung), Fernsehfilm, Regie: Sherry Hormann
- 2016: München Mord – Wo bist Du, Feigling? (zusammen mit Ina Jung)
- 2017: München Mord – Auf der Straße, nachts, allein (zusammen mit Ina Jung)
- 2019: München Mord – Leben und Sterben in Schwabing (zusammen mit Ina Jung)
- 2019: München Mord – Die Unterirdischen (zusammen mit Ina Jung)
- 2019: Das Quartett: Der lange Schatten des Todes (zusammen mit Ina Jung)
- 2019: Wir wären andere Menschen (zusammen mit Ina Jung nach der Geschichte Rupert von Friedrich Ani), Fernsehfilm, Regie: Jan Bonny
- 2020: München Mord – Was vom Leben übrig bleibt (zusammen mit Moritz Binder)
- 2020: München Mord – Ausnahmezustand (zusammen mit Ina Jung)
- 2020: Das Quartett: Das Mörderhaus  (zusammen mit Ina Jung)
- 2021: München Mord – Das Kamel und die Blume (zusammen mit Ina Jung)
- 2022: München Mord – Schwarze Rosen (zusammen mit Ina Jung)

### Hörspiele
- 1988: Alte Liebe (BR).
- 1990: Der Mann, der Olsdorfer erschoss (Radio DRS Bern).
- 1991: Die unerreichbaren Frauen (Radio DRS Bern).
- 2007: Wer lebt, stirbt (SWR).
- 2008: Meine total wahren und überhaupt nicht peinlichen Memoiren mit genau elfeinhalb (SWR).
- 2009: Falsches Herz (mit Uta-Maria Heim; SWR – im Rahmen des ARD-Radio-Tatorts).
- 2010: Der Gefangene (SWR)
- 2010: In einer Nacht aus Feuer (WDR)
- 2011: Süden und der verschwundene Ehemann, Süden und die verschwundene Verkäuferin, Süden und der verschwundene Schüler (SWR)
- 2011: Wer tötet, handelt (WDR)
- 2012: Süden (SWR)
- 2012: Tabor Süden und der verschwundene Hausierer (SWR)
- 2012: Tabor Süden und der verschwundene Stammgast (SWR)
- 2012: Tabor Süden und die verschwundene Souffleuse (SWR)
- 2013: Tabor Süden und die verschwundene Mörderin (SWR)
- 2013: Tabor Süden und der verschwundene Nachtportier (SWR)
- 2014: Das Verschwinden der Natalia Aschenbrenner (6-teiliges Hörspiel, SWR)
- 2017: Süden und die verschwundenen Frauen (SWR)
- 2017: Tabor Süden und der verschwundene Dichter (SWR)
- 2020: Der namenlose Tag (2-teiliges Hörspiel, mit Martin Feifel u. v. a., Regie: Martin Heindel, Produktion: BR)
- 2022: Haus der aufgehenden Sonne (3-teiliges Hörspiel, mit Martin Feifel u. v. a., Komposition: Karim Shalaby, Regie: Alex Schaad, Produktion: BR/SWR)
- 2023: Liebe minus null (3-teiliges Hörspiel, mit Martin Feifel u. v. a., Regie: Alex Schaad, Produktion: BR)

## Auszeichnungen

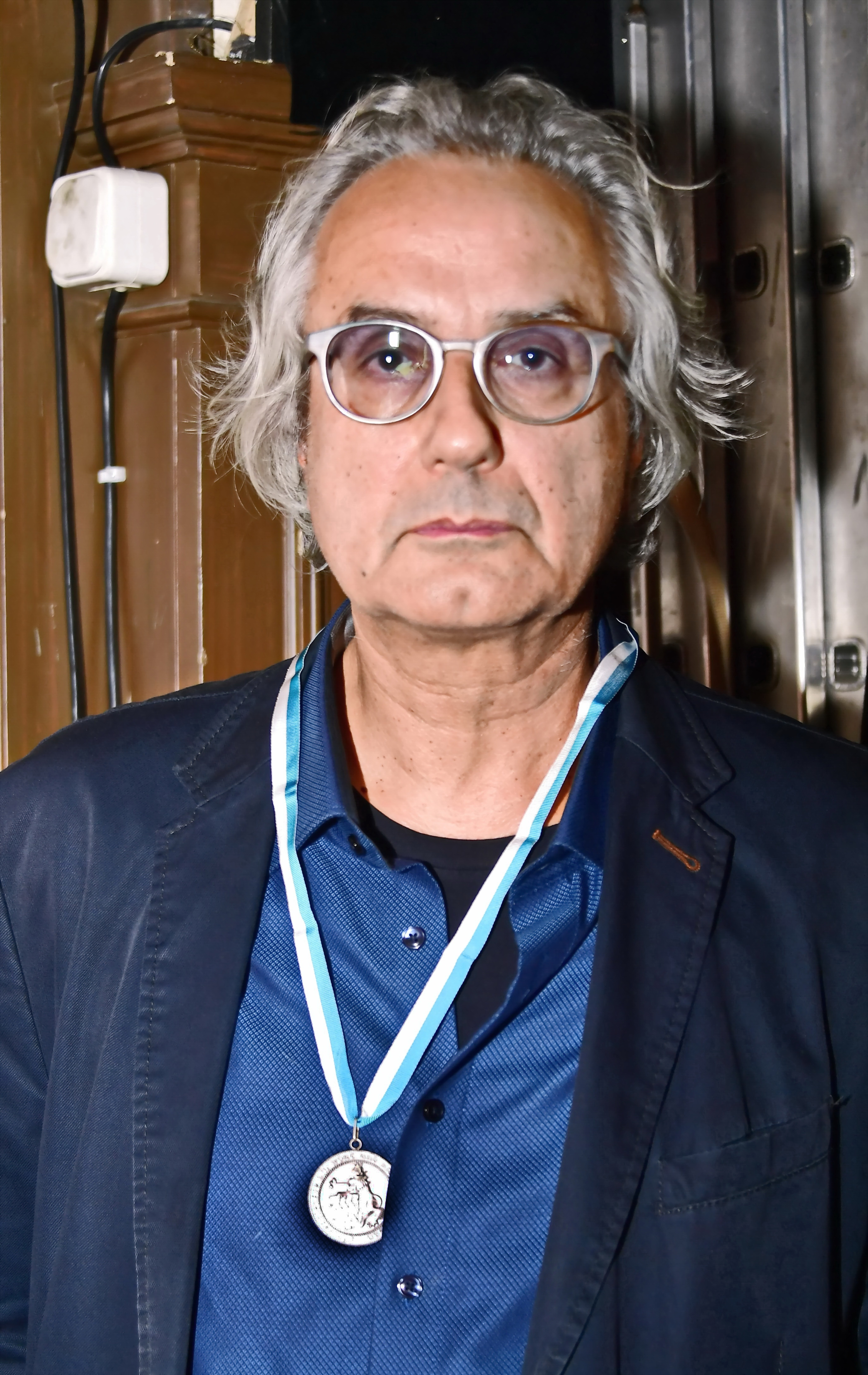
Poetentaler-Verleihung an Friedrich Ani, 2018

- 1994: Literaturförderpreis der Stadt München
- 1997: Staatlicher Förderungspreis für Literatur des Bayerischen Kultusministeriums
- 2001: Radio Bremen Krimipreis für German Angst
- 2002: Deutscher Krimi Preis (2. Platz National) für Süden und das Gelöbnis des gefallenen Engels
- 2003: Deutscher Krimi Preis (1. Platz National) für Süden und der Straßenbahntrinker, Süden und die Frau mit dem harten Kleid und Süden und das Geheimnis der Königin
- 2006: Tukan-Preis der Stadt München für Idylle der Hyänen
- 2007: Krimi des Jahres 2006 (Platz 10) in der KrimiWelt-Bestenliste für Idylle der Hyänen
- 2008: Focus-Magazin:[7] Die besten 7 Bücher für junge Leser/April 08: Meine total wahren und überhaupt nicht peinlichen Memoiren mit genau elfeinhalb
- 2008: Kinderbuch-Couch-Star[8] für Meine total wahren und überhaupt nicht peinlichen Memoiren mit genau elfeinhalb
- 2010: Deutscher Krimi Preis (2. Platz National) für Totsein verjährt nicht
- 2010: Krimi des Jahres 2009 (Platz 6) in der KrimiWelt-Bestenliste für Totsein verjährt nicht
- 2010: Grimme-Preis für das Drehbuch zu Kommissar Süden und der Luftgitarrist
- 2012: Deutscher Krimi Preis (2. Platz National) für Süden
- 2012: Krimi des Jahres 2011 (Platz 2) in der KrimiZEIT-Bestenliste für Süden
- 2012: Stuttgarter Krimipreis für Süden
- 2012: Bayerischer Fernsehpreis für das Drehbuch zum Fernsehfilm Das unsichtbare Mädchen (gemeinsam mit Ina Jung)
- 2012: Burgdorfer Krimipreis für Süden
- 2013: Krimi des Jahres 2012 (Platz 6) in der KrimiZEIT-Bestenliste für Süden und das heimliche Leben
- 2013: Deutscher Krimi Preis (Platz 2 Deutscher Krimi) für Süden und das heimliche Leben
- 2014: Krimi des Jahres 2013 (Platz 2) in der KrimiZEIT-Bestenliste für M
- 2014: Deutscher Krimi Preis (Platz 1, national) für M
- 2014: Stuttgarter Krimipreis für M
- 2016: Deutscher Krimi Preis (Platz 1, national) für Der namenlose Tag
- 2016: Romy in der Kategorie Bestes Buch TV-Film für Operation Zucker: Jagdgesellschaft[9]
- 2016: Stuttgarter Krimipreis für Der namenlose Tag[10]
- 2017: Sonderpreis des Crime Cologne Award
- 2018: Bayerischer Poetentaler
- 2020: Kulturehrenbrief des Landkreises Bad Tölz-Wolfratshausen[11]